# Paleosiberianos antiguos

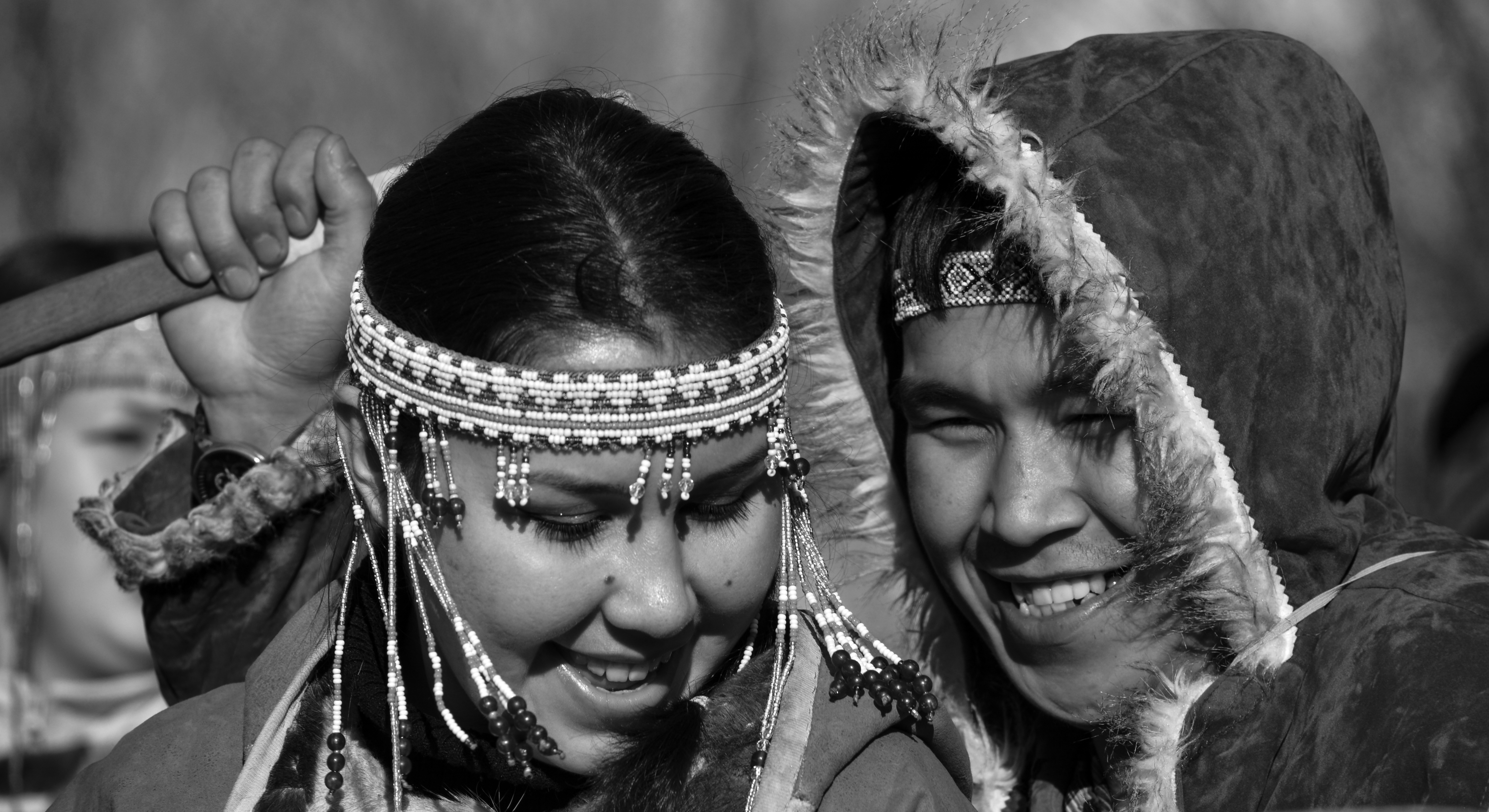
Los koriakos están estrechamente relacionados con los paleosiberianos.

 En arqueogenética, los paleosiberianos son una población que forma un componente ancestral que representa el arqueolinaje de los cazadores-recolectores del norte y noreste de Siberia de los milenios XV al X antes del presente. 

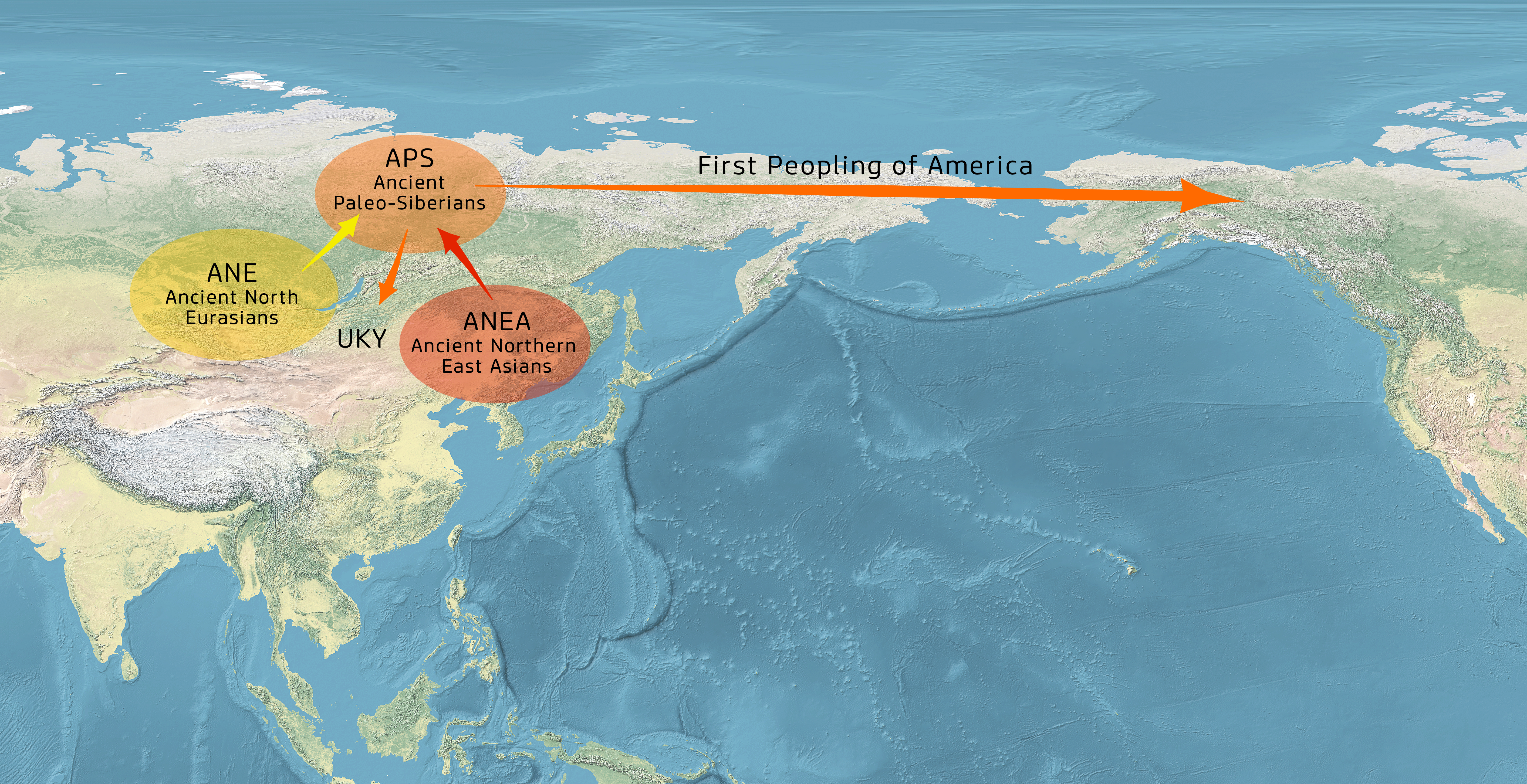
Los paleosiberianos se formaron a partir de los antiguos euroasiáticos septentrionales (ANE,). Cuentan con parte de ascendencia de los antiguos euroasiáticos nororientales (ANEA,) y están estrechamente relacionados con la primera ola de humanos que llegó a América.

Se cree que la población paleosiberania surgió de un linaje euroasiático oriental antiguo que se separó de otras poblaciones euroasiáticas orientales entre hace 26 y 36 mil años y se mezcló con los euroasiáticos septentrionales antiguos (ANE, por sus siglas en inglés) hace entre 20 y 25 mil años. Los ANE se describen como el "resultado de una mezcla paleolítica" entre los antiguos eurasiáticos occidentales y los antiguos euroasiáticos orientales antiguos. La fuente del componente asiático oriental entre los paleosiberianos está mejor representada hasta la fecha por poblaciones asiáticos nororientales antiguos de la región del Amur con más de 13 mil años de antigüedad, como AR19K y AR14K, y antes por los especímenes asiáticos orientales del noreste antiguos de la cueva Puerta del Diablo.

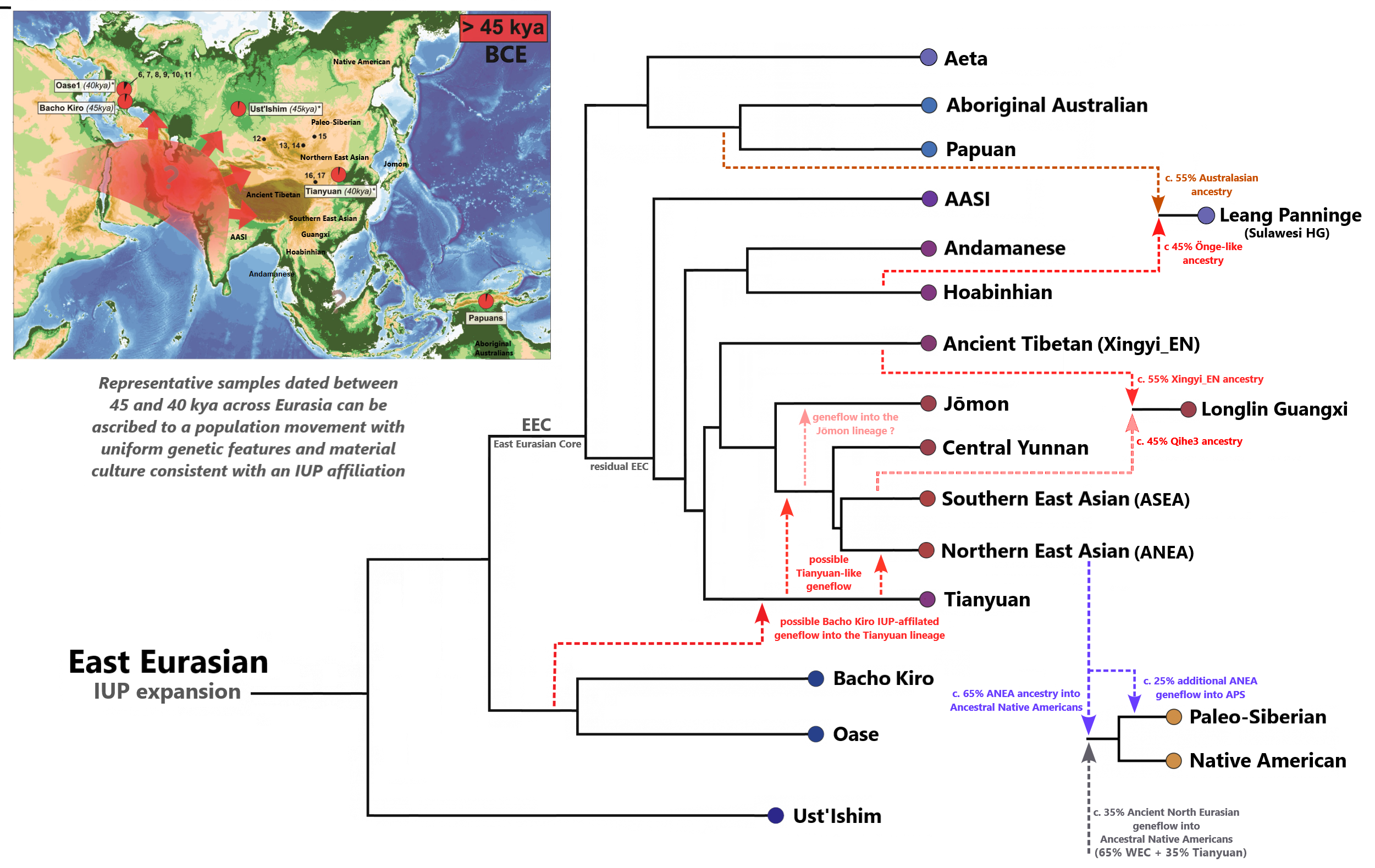
Posición filogenética del linaje paleosiberiano entre otros eurasiáticos orientales.

Los paleosiberianos están definidos principalmente por dos especímenes arqueológicos humanos: Ust-Kyakhta-3 (UKY), individuo de 14 000 años de antigüedad encontrado cerca del lago Baikal, en el sur de Siberia; y Kolyma_M, de 9-10 000 años de antigüedad, encontrado en el noreste de Siberia. Los paleosiberianos derivan entre un 30–36 % de su ascendencia de los antiguos euroasiáticos del norte (ANE, por sus siglas en inglés), estrechamente relacionados con los cazadores-recolectores europeos, mientras que el resto de su ascendencia (64–70 %) proviene de una fuente asiática oriental. Los paleosiberianos están estrechamente relacionados con los antiguos beringianos, las comunidades modernas del noreste lejano de Siberia, como los koriakos, así como con los pueblos indígenas de América.

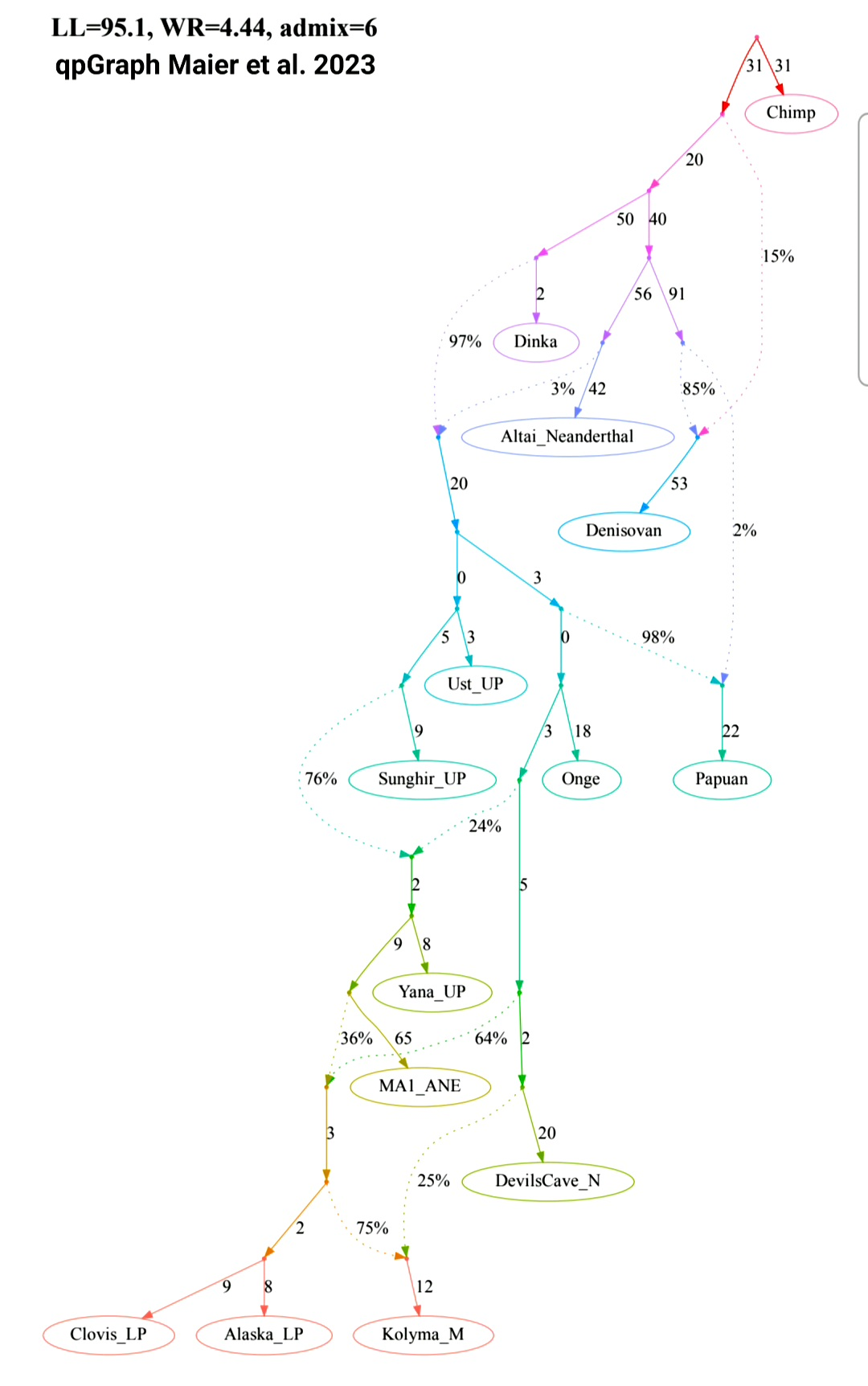
Gráfico qpGraph sobre la posible formación de los paleosiberianos antiguos y los pueblos indígenas de las Américas.

Desde un punto de vista tecnológico, se les asocia con la tecnología de microláminas y la caza de mamuts posterior al último máximo glacial.
Los paleosiberianos, junto con un linaje del noreste interior de Asia (similar a Yumin), dieron lugar a la ascendencia Cisbaikal_LNBA, que podría estar relacionada con los antiguos hablantes de lenguas yeniseicas. Los paleosiberianos también formaron la fuente ancestral dominante para los cazadores-recolectores del Altái (7.500 años AP), junto con una fuente similar a Botai, así como para la posterior cultura Okunevo, en conjunto con cazadores-recolectores adicionales de Baikal y fuentes similares a la cultura Afanasievo.
Los paleosiberianos fueron reemplazados en gran medida más tarde por oleadas de neosiberianos y poblaciones neolíticas del Amur, que podrían estar asociadas con la expansión de los primeros hablantes de lenguas urálicas y yukaghiras, seguidos posteriormente por hablantes de lenguas tungúsicas, túrquicas y mongólicas.